# Iroshima Bravo
Iroshima Jennifer Bravo Quevedo es una política venezolana y diputada por el Partido Socialista Unido de Venezuela (PSUV) durante la II Legislatura de la Asamblea Nacional de Venezuela, entre 2006 y 2011.

## Carrera
Iroshima fue electa como diputada suplente en las elecciones parlamentarias de Venezuela de 2005 por el Partido Socialista Unido de Venezuela (PSUV), y asumió el cargo como diputada principal por el estado Miranda en 2006 luego de que el diputado William Lara fuese designado como ministro de Comunicación e Información.En la Asamblea presidió la Subcomisión Tributaria de la Comisión Permanente y fue diputada suplente de Modesto Ruíz en la siguiente legislatura. También trabajó en el Servicio Nacional Integrado de Administración Aduanera y Tributaria (Seniat) y en 2013 fue designada como viceministra de turismo de Venezuela.
El 16 de marzo de 2016 abrió una sucursal de Pure Med Spa, una empresa de spa, en la exclusiva zona del Doral, en Miami.La inauguración generó fuertes críticas, y después de que exiliados venezolanos realizaran una campaña de protesta y un escrache frente al spa Iroshima cerró el local. Posteriormente regresó a Venezuela.